# Wilhelm von Beetz
Wilhelm von Beetz (Berlim, 27 de março de 1822 – Munique, 22 de janeiro de 1886) foi um físico alemão, conhecido por seus estudos sobre propriedades da condutividade elétrica.
Beetz estudou física, química e fisiologia na Universidad de Berlim, permanecende depois em Berlim como instrutor de física do Corpo de Cadetes, lecionando também na escola de artilharia e engenharia. Foi depois professor da Universidade de Berna (a partir de 1856) e da Universidade de Erlangen (a partir de 1858). Em 1868 foi professor da Universidade Técnica de Munique, onde foi em 1874 diretor.

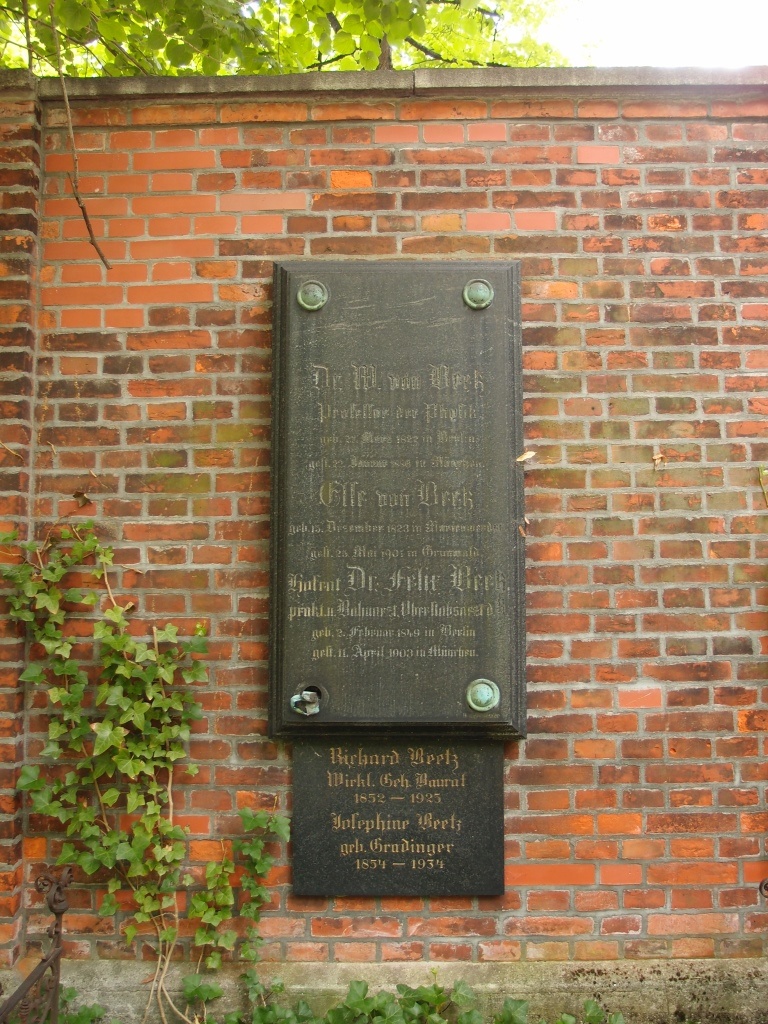
Sepultura de Beetz no Alter Nordfriedhof (Munich).

Em 1845 foi cofundador da Deutsche Physikalische Gesellschaft. Em 1869 tornou-se membro da Academia de Ciências da Baviera. Em 1882 foi presidente da Internationale Elektrizitätsausstellung em Munique. Morreu em Munique.

## Publicações selecionadas
Sua obra mais conhecida é Leitfaden der Physik (4.ª Edição 1872), um livro-texto de física publicado em diversas edições. Outras publicações notáveis incluem:
- Ueber Magnetismus (1852)
- Ueber den electrochemischen Vorgang an einer Aluminiumanode (1877)
- Grundzüge der Elektrizitätslehre: zehn Vorlesungen
- Ueber galvanische Trockenelemente und deren Anwendung zu elektrometrischen und galvanometrischen Messungen (1885)[5]